# Králl Kevin
Králl Kevin, született Králl Kevin János (Budapest, 2000. január 29. – ) magyar filmrendező, forgatókönyvíró. Rövidfilmjeit számos hazai és nemzetközi filmfesztiválon is bemutatták.

## Élete
Gyermekkorát Ócsán töltötte. A filmekkel való szoros kapcsolatát nagyapjának köszönheti. Már általános iskolás korában elkezdte őt foglalkoztatni a filmkészítés. Délutánonként barátaival forgatott rövid videókat, novellákkal és forgatókönyvekkel próbálkozott. 
Az oktOpus Multimédia Intézet Médiaművészeti Szakgimnáziumban érettségizett mozgókép -és animációkészítőként. Középiskolás tanulmányai alatt készítette első élőszereplős rövidfilmjeit, amelyek hazai diák filmszemléken mutatkoztak be. 2019-ben József Attila verse alapján készítette el A levelek című versfilmjét, amely díjazásokban is részesült.
2019-től a Kodolányi János Egyetem Televíziós műsorkészítő szakán tanult. 2020-ban, az első karanténidőszak alatt készítette el a Cigaretta című papírkivágásos animációs rövidfilmjét. Ez az alkotás, illetve a következő, Hatalom című animációs rövidfilm hamar nagy sikereket arattak, és számos fesztiváleredményt tudhatnak magukénak.
A Budapesti Metropolitan Egyetem Mozgóképkultúra és médiaismeret szak Filmkészítő osztályának hallgatója volt 2021 és 2022 között. 
2021 nyarán készítette el harmadik animációs rövidfilmjét Tükörkép címmel, amellyel többek kozottt elnyerte a 66. Országos Függetlenfilm Fesztivál legjobb animációs filmjenek járó díját. 
2022-ben a Ha egy kék lufi lennél című dokumentumfilmet rendezte.

## Filmográfia
- Melange (Kisjátékfilm, rendező, forgatókönyvíró 2024)
- Ha egy kék lufi lennél (Rövid dokumentumfilm, rendező, vágó 2022)
- Tükörkép (Animációs rövidfilm, rendező, 2021)
- Hatalom (Animációs rövidfilm, rendező, 2020)
- Cigaretta (Animációs rövidfilm, rendező, 2020)
- A levelek (Versfilm, rendező, forgatókönyvíró, 2019)

## Díjak, jelölések
- Pápai Nemzetközi Történelmi Filmfesztivál - Leginspiratívabb film díja, 2022
- Angaelica Nemzetközi Filmfesztivál, Kalifornia - Hivatalos versenyfilm, 2021
- 14. Rotary Nemzetközi Filmfesztivál, Törökország - Legjobb rövidfilm jelölés, 2022
- 66. Országos Függetlenfilm Fesztivál - Legjobb papíranimációs film díja, 2021
- 17. Miskolci CineFest - Legszebb képi világért járó díj, Roma-kép szekció, 2021
- 15. KAFF Kecskeméti Animációs Film Fesztivál-Információs program, 2021
- 5. Ceglédi Filmfesztivál - II. Legjobb animációs film díja, 2021
- 5. Ceglédi Filmfesztivál - III. Legjobb animációs film díja, 2021
- 3. Script Reading forgatókönyvírói pályázat - Döntős forgatókönyv, 2021
- 17. Fehérvászon Függetlenfilm Fesztivál - Meghívott film, 2021
- GrizzDance Nemzetközi Filmfesztivál, Michigan - Hivatalos versenyprogram, 2021
- 30. Euroshorts Nemzetközi Filmfesztivál, Lengyelország - Hivatalos versenyprogram, 2021
- 14. FilmAID Nemzetközi Filmfesztivál, Kenya - Legjobb fiatal filmrendező jelölés, 2021
- 24. Nemzetközi Ökológiai Filmfesztivál, Oroszország - Hivatalos versenyprogram, Emberjogi szekció, 2021
- 15. Animart Nemzetközi Filmfesztivál, Olaszország - Hivatalos versenyprogram, 2021
- Polifilm Fesztivál - Alkotói díj, 2021
- 8. Savaria Filmszemle - Hivatalos versenyprogram, 2021
- FreeSzfe Filmfesztivál - Legjobb animációs film díja, 2020
- 23. Faludi Filmszemle - Hivatalos versenyprogram, 2020
- 27. Országos Diákfilmszemle - Hivatalos versenyprogram, 2020
- József Attila MindenkiNET filmpályázat - III. Helyezés, 2019
- József Attila MindenkiNET filmpályázat - Ferencváros Ifjúsági polgármesteri díja, 2019
- Lásd, amit hallasz! filmpályázat - Filmposzter különdíj, 2018
- Lásd, amit hallasz! filmpályázat - A zsűri különdíja, 2017

## Magánélete
2021 óta alkot egy párt Vasas Petrával, akivel a Kodolányi János Egyetemen ismerkedtek meg.
2025.Január 25-ên házasságot kötöttek Bodajkon a Bodajki Mindenkor Segítő Szűz Mária Kegyhely Bazilikában. 